# 大潟富士
大潟富士（おおがたふじ）是日本秋田縣南秋田郡大潟村的一座人工山丘，為「日本最低的山」之一，地理上的標高為海拔0m。因大潟富士的周圍是廣闊的圩田，位於海平面以下，於是根據富士山的高度3776米，取其千分之一的3.776m以下的平面上，堆砌成此座圓錐形的山，使山頂的標高剛好就在0m。
大潟富士是日本秋田縣測量設計業協會為迎接在1992年的20周年創立紀念，而在大潟村企劃的共同製作，於1995年6月3日的測量之日竣工。

## 周邊
- 大潟村Solar Sportline (太陽能車的試驗場所)
- 經緯度交匯點（北緯40度、東經140度的交匯點建有紀念碑）

## 參看
- 御山（香川縣東香川市，標高3.6m，日本自然形成的山裡海拔最低的一座山）
- 天保山（大阪府大阪市港区，標高4.53m，日本国土地理院地形圖記載的日本海拔最低的人造山）
- 日和山（宮城縣仙台市宮城野区，標高3米，日本最低的山）
- 辯天山（德島縣德島市，標高6.1m，在日本国土地理院地形圖記載中，日本自然形成的山峰中最矮的山）
- 蘇鐵山（日语：蘇鉄山）（大阪府堺市堺区，標高6.8m，日本設有一等三角点的最低的山）